# Howdy y Hidy
Howdy (1 de abril de 1979) y Hidy (1 de julio de 1980), son las mascotas oficiales de los Juegos Olímpicos de Calgary 1988, que se celebraron en Calgary en febrero de 1988. Se trata de dos osos polares gemelos, vestidos como vaqueros.